# Erna Berger

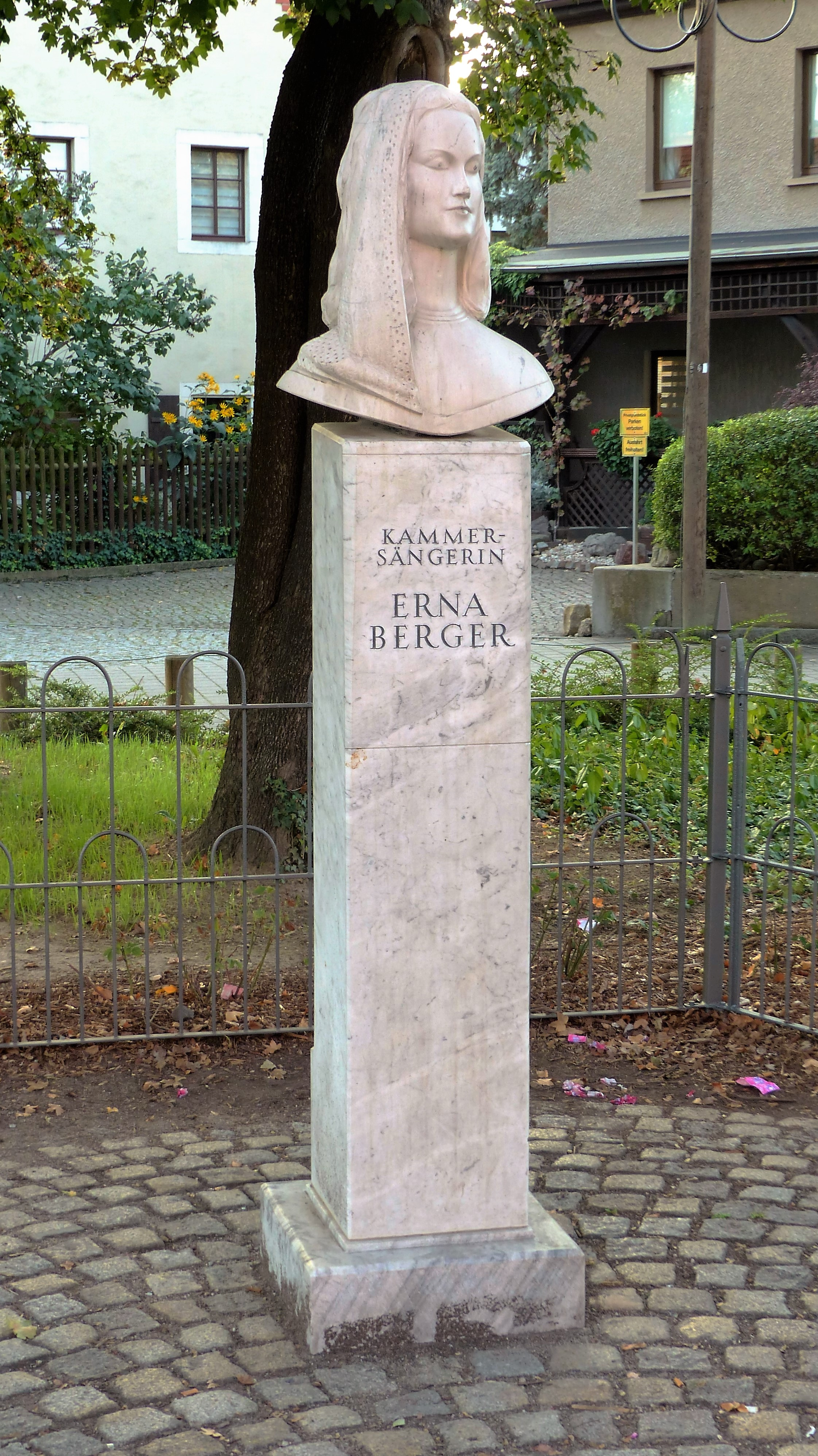
Stele von Erna Berger auf der Erna-Berger-Straße in Dresden-Cossebaude

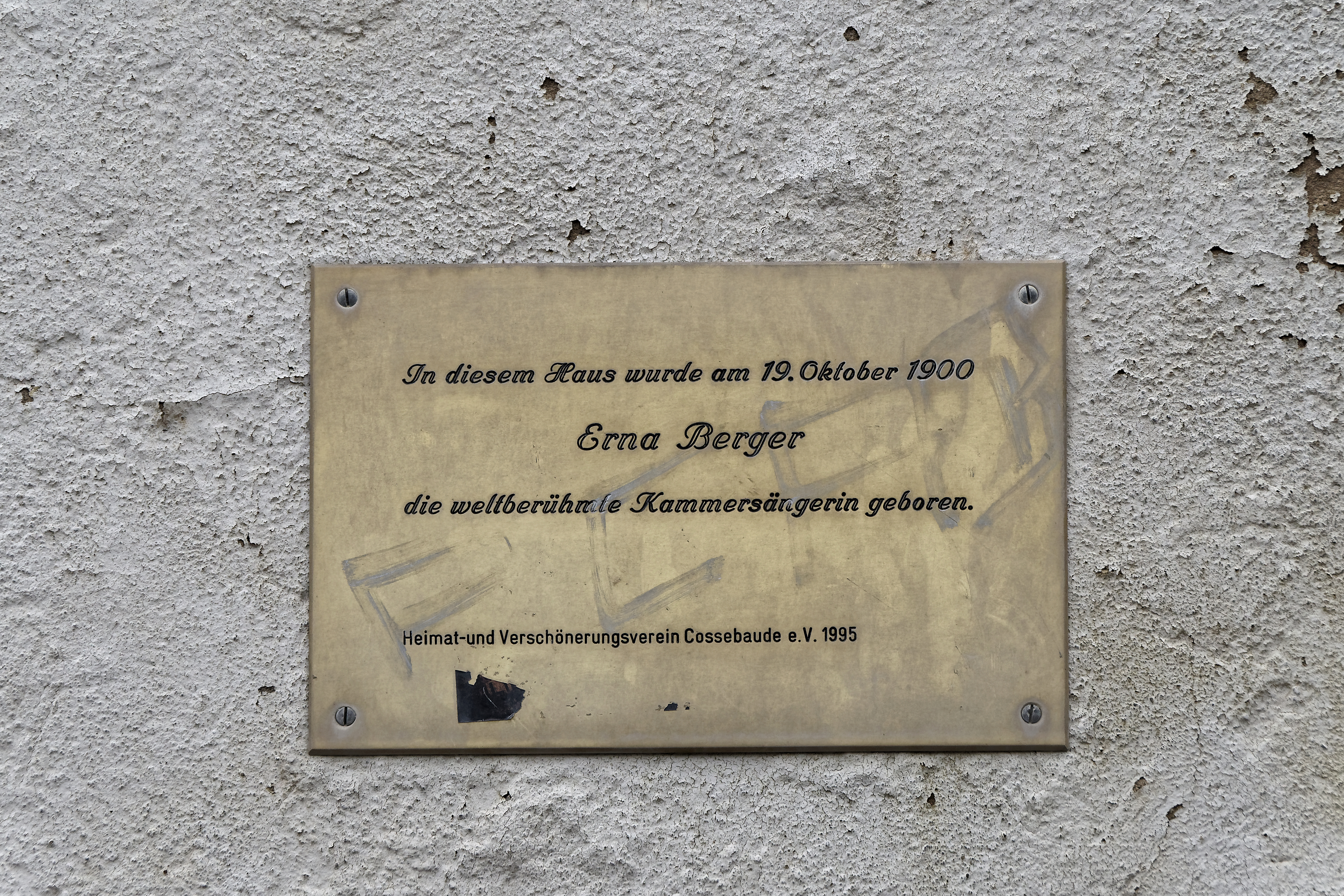
Erinnerungstafel am Geburtshaus von Erna Berger, Bahnhof Cossebaude

Elisabeth Erna Berger, verheiratete Wiull (* 19. Oktober 1900 in Cossebaude, Sachsen; † 14. Juni 1990 in Essen, Nordrhein-Westfalen), war eine deutsche Opern- und Konzertsängerin (Sopran).

## Leben
Erna Berger gehört neben Elisabeth Grümmer, Hilde Güden, Lotte Lehmann, Rita Streich (die von ihr entdeckt und gefördert wurde), Erika Köth, Gundula Janowitz, Elisabeth Rethberg, Erna Sack, Elisabeth Schwarzkopf und Maria Ivogün zu den bedeutenden deutschen Sopranistinnen des 20. Jahrhunderts. Ihre bevorzugten Rollen waren u. a. die Königin der Nacht in Die Zauberflöte, die Violetta in La traviata, die Mimi in La Bohème, die Gilda in Rigoletto sowie die Konstanze in Die Entführung aus dem Serail. Mit letztgenannter Partie erwarb sie sich internationalen Ruf. Damit gastierte die Sängerin beispielsweise von 1934 bis 1938 an der Londoner Covent Garden Opera.
Als Kind verbrachte Berger einige Jahre in Brasilien und Paraguay, wo sie später als Kontoristin und Klavierlehrerin tätig war. Sie kehrte nach Dresden zurück und nahm dort ein Gesangsstudium auf. Ihre Lehrerin war Melitta Hirzel. Mit 26 Jahren kam sie durch Fritz Busch als Opernsoubrette an die Dresdner Staatsoper und hatte ihren ersten Erfolg als Hannele in der Premiere der Oper Hanneles Himmelfahrt von Paul Graener.
Von 1932 bis 1934 war sie Mitglied der Städtischen Oper Berlin, von 1934 bis 1946 gehörte sie zum Ensemble der Berliner Staatsoper, an der Wiener Staatsoper war sie ab 1938 ständiger Gast.  Erna Berger bereiste Japan, Nord- und Südamerika, Afrika und Australien mit Konzerten (besonders Lieder von Hugo Wolf).
Sie ist auf der Gottbegnadeten-Liste von Goebbels als wichtige Künstlerin des NS-Staats aufgeführt.
Erna Berger, die auf allen großen nationalen und internationalen Opernbühnen (in München, Paris, Rom, Madrid, New York) sang, trat auch gelegentlich als Sängerin in Filmen auf und synchronisierte Schauspielerinnen mit ihrem Gesang (z. B. Ilse Werner, die die Sängerin Jenny Lind in dem Film Die schwedische Nachtigall verkörperte). Ferner arbeitete sie als Gesangspädagogin. Als solche entdeckte und förderte sie viele Gesangstalente, beispielsweise die Sopranistin Rita Streich.

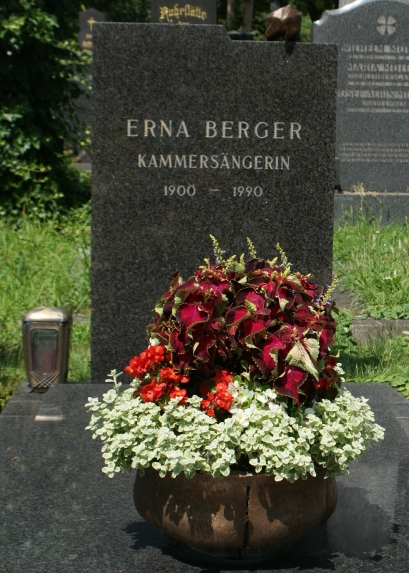
Grabstätte von Erna Berger

Mit 54 Jahren nahm Erna Berger Abschied von der Bühne (Zerlina in Don Giovanni, Salzburg 1954), gab aber noch weiterhin zahlreiche Liederabende (letzter Liederabend: 15. Februar 1968, Cuvilliéstheater München). 1959 wurde Erna Berger auf eine Professur an der Staatlichen Hochschule für Musik in Hamburg berufen.
Im Alter von 80 Jahren sang sie noch einmal im Rahmen eines Fernsehporträts des SWF ein Schubertlied. Erna Berger starb in Essen im 90. Lebensjahr an einer Herzschwäche. Ihre letzte Ruhestätte fand sie auf dem Wiener Zentralfriedhof (Gruppe 31B, Reihe 12, Nummer 7).

## Filmografie
- 1936: Schlußakkord
- 1939: Opernball (Gesangssynchronisation)
- 1941: Die schwedische Nachtigall (Gesangssynchronisation)
- 1942: Wen die Götter lieben
- 1943: Immensee (Gesangssynchronisation)
- 1949: Figaros Hochzeit (Gesangssynchronisation)

## Ehrungen
- 1953: Verdienstkreuz (Steckkreuz) der Bundesrepublik Deutschland
- 1954: Berliner Kunstpreis
- 1970: Johannes-Brahms-Medaille der Stadt Hamburg
- 1976: Großes Bundesverdienstkreuz der Bundesrepublik Deutschland
- 1985: Ehrenmitgliedschaft der Staatsoper Unter den Linden
- 1990: Erna-Berger-Straße[3] in Cossebaude
- 1992: Umbenennung der Bästleinstraße in der Dresdner Neustadt (die Antonstraße kreuzend) in Erna-Berger-Straße[4]
- 2003: Erna-Berger-Straße im Berliner Bezirk Mitte, nahe dem Potsdamer- und Leipziger Platz.

## Werke
- Erna Berger: Auf Flügeln des Gesanges: Erinnerungen einer Sängerin. Atlantis-Musikbuch-Verlag, Zürich 1988, ISBN 3-254-00144-3.

## Diskografie (Auswahl)
- Erna Berger singt Lieder von Bach, Schubert, Mendelssohn Bartholdy und Schumann (Electrola 1957)
- Die goldene Stimme – Erna Berger (Electrola 1970)
- Erna Berger. Historische Aufnahmen (Eterna 1970)
- Erna Berger singt Lieder begleitet von Sebastian Peschko (Orfeo d’Or)